# Österreichisches Kulturforum
Österreichisches Kulturforum (Eigenschreibung: austria kulturint) ist die zusammenfassende Bezeichnung von mehreren Kulturinstituten in verschiedenen Städten der Welt, die als untergeordnete Einrichtung vom Bundesministerium für Europa, Integration und Äußeres (BMEIA) betrieben werden. Deren Aufgabe ist der kulturelle und wissenschaftliche Dialog mit Künstlern und Wissenschaftlern des jeweiligen Gastlandes. Die jeweiligen Leiter haben diplomatischen Status.
Ein Kulturforum ist auf die spezifischen Anforderungen der jeweiligen lokalen Nutzer und Partner ausgerichtet und arbeitet inhaltlich eigenverantwortlich. Österreich wird durch das Kulturforum als moderne und weltoffene Kulturnation positioniert. Das internationale Netzwerk der österreichischen Auslandskultur besteht derzeit aus 30 Kulturforen in 28 Ländern.

## Österreichische Auslandskulturpolitik
Grundsätze der österreichischen Auslandskulturpolitik:
- Die österreichische  Auslandskulturpolitik ist aktiv und gestaltend. Seit 2001 gilt das „AuslandskulturkonzeptNEU“ in dem die Aufgabe und Ziele der Auslandskulturpolitik formuliert werden. Da die Kultur Österreich die Chance weltweiter Wahrnehmung bietet, sollen, mittels kultureller Aktivitäten, internationale Momente der Aufmerksamkeit für Österreich geschaffen werden.
- Die Ziele der österreichischen Auslandskulturpolitik sind deshalb:
  - Der Standort Österreich in Europa soll mit kulturellen Mitteln verständlich und wahrnehmbar gemacht werden.
  - Die internationalen Aktivitäten im Bereich Kunst, Kultur und Wissenschaft müssen um Bildungsprojekte ergänzt werden, denn der künftige europäische Wissensraum ist vom Gelingen der europäischen Bildungsvorstellungen abhängig.
  - Das Engagement für ein Europa der Vielfalt soll einem Übermaß an Identitätspolitik entgegensteuern, denn wie bereits Stefan Zweig formulierte, erlaube Österreich Patriot und Weltbürger zugleich zu sein.

Zudem werden die Ziele der österreichischen Auslandskulturpolitik durch folgende Aufgaben bestimmt:
- Österreich will einen Beitrag leisten, dass Europa kultureller wird, denn die Stärken Europas liegen auch in seiner kulturellen Vielfalt.
- Unsere Nachbarn sollen als Verbündete bei der Verwirklichung der Chancen des Kulturraumes Mitteleuropa gewonnen werden.
- Südosteuropa soll in den kulturellen Dialog Europas voll integriert werde, damit in diesen Ländern die Stärkung der Zivilgesellschaft eine Stabilisierung erleichtert.
- Der Dialog der Kulturen und Zivilisationen soll in konkreter Form gestärkt werden, denn Österreich hat historische  Erfahrungen mit dem Kampf der Sprachen und Kulturen und mit totalitären Ideologien gemacht.

## Liste der Österreichischen Kulturforen
Teilweise als Kulturinstitut gegründet oder als Kulturabteilung einer Österreichischen Botschaft eingerichtet, wurden alle Standorte im März 2001 in Kulturforum in der Landessprache des Gastlandes umbenannt. An diesen Namen direkt angehängt, jeweils hochgestellt, ist die Abkürzung der Stadt, in dem sich das Kulturforum befindet.
| Stadt             | Staat                   | Gründung | Eigenname                        | Anmerkung |
| ----------------- | ----------------------- | -------- | -------------------------------- | --- |
| Belgrad           | Serbien                 | 2001     | austrijski kulturni forumbeg     | |
| Berlin            | Deutschland             | 1991     | österreichisches kulturforumber  | |
| Bern              | Schweiz                 | 2001     | österreichisches kulturforumbrn  | |
| Bratislava        | Slowakei                | 1990     | rakúske kultúrne forúmbts        | |
| Brüssel           | Belgien                 | 2001     | österreichisches kulturforumbru  | |
| Budapest          | Ungarn                  | 1976     | osztrák kulturális fórumbud      | |
| Bukarest          | Rumänien                | 1999     | forumul cultural austriacbuh     | |
| Istanbul          | Türkei                  | 1974     | avusturya kültür ofisiist        | |
| Kairo             | Ägypten                 | 1959     | austrian cultural forumcai       | |
| Kiew              | Ukraine                 | 1994     | австрійський культурний форумiev | Siehe Österreichisches Kulturforum Kiew |
| Krakau            | Polen                   | 1990     | austriackie forum kultury        | Zum Stand 26. Juni 2016 nicht auf der BMEIA-Website aufgelistet |
| Ljubljana Laibach | Slowenien               | 1990     | avstrijski kulturni forumlju     | |
| London            | Vereinigtes Königreich  | 1956     | austrian cultural forumlon       | |
| Madrid            | Spanien                 | 1992     | foro cultural de austriamad      | |
| Mailand           | Italien                 | 1993     | forum austriaco di culturamil    | |
| Mexiko-Stadt      | Mexiko                  | 2002     | foro cultural de austriamex      | |
| Moskau            | Russland                | 2001     | австрийский культурный форумmow  | |
| New Delhi         | Indien                  | 2007     | austrian cultural forumdel       | |
| New York          | Vereinigte Staaten      | 1956     | austrian cultural forumnyc       | Neubau von Raimund Abraham, eröffnet im Jahr 2002 während der Amtszeit des damaligen Leiters Christoph Thun-Hohenstein |
| Ottawa            | Kanada                  | 2001     | austrian cultural forumyow       | |
| Paris             | Frankreich              | 1954     | forum culturel autrichienpar     | |
| Peking            | Volksrepublik China     | 2004     | österreichisches kulturforumpek  | |
| Prag              | Tschechien              | 1993     | rakouské kulturní fórumprg       | |
| Rom               | Italien                 | 1935     | forum austriaco di culturarma    | Bereits 1881 als Österreichisches Historisches Institut in Rom gegründet, 1935 umgewandelt in das Österreichische Kulturinstitut in Rom. 1938 wurde dieses vom Deutschen Historischen Institut in Rom in Rom übernommen und konnte erst im April 1950 als Österreichisches Kulturinstitut wiedereröffnet werden. |
| Sarajevo          | Bosnien und Herzegowina | 2018     | austrijski kulturni forumsar     | Teil der Österreichischen Botschaft Sarajevo |
| Teheran           | Iran                    | 1958     | thrانجمن فرهنگی اتريش            | Das einzige Kulturforum, an dem auch Deutsch unterrichtet wird |
| Tel Aviv          | Israel                  | 2001     | tlvפורום תרבות אוסטרי            | |
| Tokio             | Japan                   | 2001     | tyoオーストリア文化フォーラム    | |
| Warschau          | Polen                   | 1965     | austriackie forum kulturywaw     | |
| Washington        | Vereinigte Staaten      | 2001     | austrian cultural forumwas       | |
| Zagreb            | Kroatien                | 1974     | austrijski kulturni forumzag     | |